# بنك البركة التركي
بنك البركة التركي تأسس في عام 1984 في إسطنبول، تركيا من قبل مجموعة البركة البحرينية وبدأ نشاطه التجاري في عام 1985 باسم مؤسسة البركة التركية للتمويل الخاص. ومن المعروف باسم أول بنك مشترك في تركيا. يتكون هيكل الملكية من 66.51٪ من قبل جهات الاستثمار الأجنبية، و12.91 ٪ من قبل الأطراف المحلية و20.57 ٪ من قبل الاكتتاب العام.  
بالإضافة إلى البركة التركي التي تقدم الخدمات المالية لعملائها من خلال فروعها، فإنها تعمل أيضًا كوكالات الأناضول التأمين والأناضول إمتلاك وتأمين الحياة، وتبيع بوالص التأمين، وخطط المعاشات التقاعدية الخاصة، والخدمات الأخرى المتعلقة بمجالها.
أعلنت البركة التركي مؤخرًا بالتعاون مع الأناضول إمتلاك وتأمين الحياة أنها ستقدم خطط معاشات خاصة تستخدم فيها الأموال التي يتم جمعها في الأدوات المالية غير الربحية المتوافقة مع الشريعة الإسلامية. يهدف هذا المنتج بشكل خاص نحو العملاء الإسلاميين الأكثر حساسية.
يمتلك بنك البركة ترك للمشاركة في الربح والخسارة ، وتمويل المستهلك ، ووثائق ترخيص بطاقات الائتمان.

## هيكل الملكية
اعتبارًا من 30 سبتمبر 2010 ، يظهر هيكل الملكية كما هو موضح في الجدول 
| هيكل الملكية           | حصة المبلغ (في TRL) | شارك (في ٪) |
| ---------------------- | ------------------- | ----------- |
| المساهمين الأجانب      | 356,591,882.00      | 66.16       |
| مجموعة البركة المصرفية | 291,373,378.00      | 54.06       |
| بنك التنمية الاسلامي   | 42,265,852.00       | 7.84        |
| عائلة الحارثي          | 18,629,256.00       | 3.46        |
| الآخرين                | 4,323,396.00        | 0.80        |
| المساهمون المحليون     | 61,311,022.00       | 11.37       |
| عامة                   | 121,097,096.00      | 22.47       |
| مجموع                  | 539,000,000.00      | 100.00      |

## روابط خارجية
- موقع بنك البركة التركي الرسمي (باللغة التركية)
- موقع الويب الرسمي لـ بنك البركة التركي (باللغة الإنجليزية)
- بوابة البركة المالية التركية (باللغة التركية)
- سورون (Çözelim) (الإنجليزية: اسأل (ونحن سوف نحل)) (باللغة التركية)